# Wereldbeker snowboarden 2008/2009
De wereldbeker snowboarden 2008/2009 (officieel: FIS World Cup Snowboard) is een competitie voor snowboarders die georganiseerd wordt door de FIS. In de wereldbeker zijn voor mannen zes disciplines opgenomen (halfpipe, snowboard cross, big air, parallelle slalom, parallelle reuzenslalom en het nieuwe onderdeel slopestyle), één meer dan bij de vrouwen waar de big air ontbreekt.

## Wereldbeker mannen

### Uitslagen
| Datum | Plaats                             | Discipline           | Eerste             | Tweede             | Derde               |
| --- | ---------------------------------- | -------------------- | ------------------ | ------------------ | ------------------- |
| 07/09/2008 | Cardrona Nieuw-Zeeland             | Halfpipe             | Kohhei Kudoh       | Ryoh Aono          | Crispin Lipscomb    |
| 13/09/2008 | Chapelco Argentinië                | Snowboardcross       | Pierre Vaultier    | Stian Sivertzen    | Mateusz Ligocki     |
| 10/10/2008 | Landgraaf Nederland                | Parallelslalom       | Benjamin Karl      | Adam Smith         | Patrick Bussler     |
| 25/10/2008 | Londen Verenigd Koninkrijk         | Big air              | Peetu Piiroinen    | Stefan Gimp        | Benedikt Nadig      |
| 31/10/2008 | Saas-Fee Zwitserland               | Halfpipe             | Janne Korpi        | Kohdai Watanabe    | Ilkka-Eemeli Laari  |
| 22/11/2008 | Stockholm Zweden                   | Big air              | Janne Korpi        | Chris Sörman       | Seppe Smits         |
| 06/12/2008 | Grenoble Frankrijk                 | Big air              | Mathieu Crepel     | Stefan Gimpl       | Jaakko Ruha         |
| 14/12/2008 | Limone Piemonte Italië             | Parallelreuzenslalom | Matthew Morison    | Sylvain Dufour     | Jasey-Jay Anderson  |
| 20/12/2008 | Arosa Zwitserland                  | Snowboardcross       | Seth Wescott       | Markus Schairer    | David Speiser       |
| 21/12/2008 | Arosa Zwitserland                  | Parallelslalom       | Siegfried Grabner  | Roland Fischnaller | Zan Kosir           |
| 06/01/2009 | Kreischberg Oostenrijk             | Parallelreuzenslalom | Siegfried Grabner  | Simon Schoch       | Meinhard Erlacher   |
| 07/01/2009 | Kreischberg Oostenrijk             | Parallelslalom       | Simon Schoch       | Rok Flander        | Zan Kosir           |
| 10/01/2009 | Bad Gastein Oostenrijk             | Snowboardcross       | Xavier De Le Rue   | Michal Novotny     | Nate Holland        |
| 11/01/2009 | Bad Gastein Oostenrijk             | Snowboardcross       | Damon Hayler       | Markus Schairer    | Mike Robertson      |
| 14/01/2009 | Gujo Japan                         | Halfpipe             | Ryo Aono           | Ben Mates          | Shi Wancheng        |
| 15 tot en met 20 januari: Wereldkampioenschappen snowboarden 2009 in Gangwon-do, Zuid-Korea De resultaten tellen niet mee voor de wereldbeker |                                    |                      |                    |                    |                     |
| 31/01/2009 | Bayrischzell / Sudelfeld Duitsland | Parallelreuzenslalom | Andreas Prommegger | Matthew Morison    | Sylvain Dufour      |
| 05/02/2009 | Bardonecchia Italië                | Slopestyle           |                    |                    |                     |
| 07/02/2009 | Bardonecchia Italië                | Halfpipe             | Mathieu Crepel     | Nathan Johnstone   | Iouri Podladtchikov |
| 13/02/2009 | Cypress Canada                     | Snowboardcross       | Markus Schairer    | Mike Robertson     | Seth Wescott        |
| 14/02/2009 | Cypress Canada                     | Halfpipe             | Shaun White        | Ryo Aono           | Iouri Podladtchikov |
| 15/02/2009 | Cypress Canada                     | Parallelreuzenslalom |                    |                    |                     |
| 19/02/2009 | Stoneham Canada                    | Snowboardcross       | Markus Schairer    | Jonathan Cheever   | Scott Wescott       |
| 20/02/2009 | Stoneham Canada                    | Halfpipe             | Jeff Batchelor     | Brad Martin        | Markus Marlin       |
| 21/02/2009 | Stoneham Canada                    | Big air              | Stefan Gimpl       | Marko Grilc        | Seppe Smits         |
| 22/02/2009 | Stoneham Canada                    | Parallelreuzenslalom | Benjamin Karl      | Siegfried Grabner  | Andreas Promegger   |
| 26/02/2009 | Sunday River Verenigde Staten      | Parallelreuzenslalom | Benjamin Karl      | Siegfried Grabner  | Jasey-Jay Anderson  |
| 28/02/2009 | Sunday River Verenigde Staten      | Snowboardcross       | Graham Watanabe    | Lukas Grüner       | Ross Powers         |
| 07/03/2009 | Moskou Rusland                     | Big air              | Stefan Gimpl       | Thomas Franc       | Marko Grilc         |
| 13/03/2009 | La Molina Spanje                   | Snowboardcross       | Markus Schairer    | Nick Baumgartner   | François Boivin     |
| 14/03/2009 | La Molina Spanje                   | Halfpipe             | Markus Keller      | Louie Vito         | Steven Fisher       |
| 15/03/2009 | La Molina Spanje                   | Parallelreuzenslalom | Jasey-Jay Anderson | Benjamin Karl      | Andreas Prommegger  |
| 20/03/2009 | Valmalenco Italië                  | Snowboardcross       | Michal Novotny     | Nick Baumgartner   | David Speiser       |
| 21/03/2009 | Valmalenco Italië                  | Halfpipe             | Gary Zebrowski     | Nathan Johnstone   | Zheng Xiaoye        |
| 22/03/2009 | Valmalenco Italië                  | Parallelreuzenslalom | Jasey-Jay Anderson | Benjamin Karl      | Siegfried Grabner   |

### Eindstand wereldbeker
| Algemene wereldbeker | Algemene wereldbeker | Algemene wereldbeker | Algemene wereldbeker |
| #                    | Snowboarder          | Land                 | Punten               |
| -------------------- | -------------------- | -------------------- | -------------------- |
| 1                    | Siegfried Grabner    | AUT                  | 5520                 |
| 2                    | Markus Schairer      | AUT                  | 5450                 |
| 3                    | Benjamin Karl        | AUT                  | 5000                 |
| 4                    | Jasey-Jay Anderson   | CAN                  | 4882                 |
| 5                    | Andreas Prommegger   | AUT                  | 4150                 |
| 6                    | Stefan Gimpl         | AUT                  | 4100                 |
| 7                    | Simon Schoch         | SUI                  | 4090                 |
| 8                    | Seth Wescott         | USA                  | 3900                 |
| 9                    | Matthew Morison      | CAN                  | 3670                 |
| 10                   | Roland Fischnaller   | ITA                  | 3480                 |

| Parallelslalom parallelreuzenslalom | Parallelslalom parallelreuzenslalom | Parallelslalom parallelreuzenslalom | Parallelslalom parallelreuzenslalom |
| #                                   | Snowboarder                         | Land                                | Punten                              |
| ----------------------------------- | ----------------------------------- | ----------------------------------- | ----------------------------------- |
| 1                                   | Siegfried Grabner                   | AUT                                 | 5520                                |
| 2                                   | Benjamin Karl                       | AUT                                 | 5000                                |
| 3                                   | Jasey-Jay Anderson                  | CAN                                 | 4710                                |
| 4                                   | Andreas Prommegger                  | AUT                                 | 4150                                |
| 5                                   | Simon Schoch                        | SUI                                 | 4090                                |

| Snowboardcross | Snowboardcross   | Snowboardcross | Snowboardcross |
| #              | Snowboarder      | Land           | Punten         |
| -------------- | ---------------- | -------------- | -------------- |
| 1              | Markus Schairer  | AUT            | 5340           |
| 2              | Seth Wescott     | USA            | 3900           |
| 3              | Nick Baumgartner | USA            | 3400           |
| 4              | Michal Novotny   | CZE            | 3150           |
| 5              | Mike Robertson   | CAN            | 3020           |

| Halfpipe | Halfpipe         | Halfpipe | Halfpipe |
| #        | Snowboarder      | Land     | Punten   |
| -------- | ---------------- | -------- | -------- |
| 1        | Ryoh Aono        | JPN      | 2600     |
| 2        | Nathan Johnstone | AUS      | 2310     |
| 3        | Gary Zebrowski   | FRA      | 2159     |
| 4        | Sergio Begrer    | SUI      | 1850     |
| 4        | Kazuumi Fujita   | JPN      | 1850     |

| Big air | Big air         | Big air | Big air |
| #       | Snowboarder     | Land    | Punten  |
| ------- | --------------- | ------- | ------- |
| 1       | Stefan Gimpl    | AUT     | 4100    |
| 2       | Marco Grilc     | SLO     | 1640    |
| 3       | Peetu Piiroinen | FIN     | 1450    |
| 4       | Seppe Smits     | BEL     | 1200    |
| 5       | Thomas Franc    | SUI     | 1145    |

## Wereldbeker vrouwen

### Uitslagen
| Datum | Plaats                             | Discipline              | Eerste             | Tweede            | Derde               |
| --- | ---------------------------------- | ----------------------- | ------------------ | ----------------- | ------------------- |
| 07/09/2008 | Cardrona Nieuw-Zeeland             | Halfpipe                | Shiho Nakashima    | Sina Candrian     | Linn Haug           |
| 13/09/2008 | Chapelco Argentinië                | Snowboardcross          | Lindsey Jacobellis | Mellie Francon    | Maëlle Ricker       |
| 10/10/2008 | Landgraaf Nederland                | Parallelslalom          | Doris Günther      | Heidi Neururer    | Nicolien Sauerbreij |
| 31/10/2008 | Saas-Fee Zwitserland               | Halfpipe                | Liu Jiayu          | Shiho Nakashima   | Sophie Rodriguez    |
| 14/12/2008 | Limone Piemonte Italië             | Parallelreuzenslalom    | Doris Günther      | Kimiko Zakreski   | Anke Karstens       |
| 20/12/2008 | Arosa Zwitserland                  | Snowboardcross          | Sandra Frei        | Helene Olafsen    | Nelly Moenne-Loccoz |
| 21/12/2008 | Arosa Zwitserland                  | Parallelslalom          | Heidi Neururer     | Michelle Gorgone  | Isabella Laböck     |
| 06/01/2009 | Kreischberg Oostenrijk             | Parallelreuzenslalom    | Doris Günther      | Tomoka Takeuchi   | Claudia Riegler     |
| 07/01/2009 | Kreischberg Oostenrijk             | Parallelslalom          | Amelie Kober       | Tomoka Takeuchi   | Heidi Neururer      |
| 10/01/2009 | Bad Gastein Oostenrijk             | Snowboardcross          | Sandra Frei        | Déborah Anthonioz | Lindsey Jacobellis  |
| 11/01/2009 | Bad Gastein Oostenrijk             | Snowboardcross          | Lindsey Jacobellis | Dominique Maltais | Zoe Gillings        |
| 14/01/2009 | Gujo Japan                         | Halfpipe                | Liu Jiayu          | Sun Zhifeng       | Soko Yamaoka        |
| 15 tot en met 20 januari: Wereldkampioenschappen snowboarden 2009 in Gangwon, Zuid-Korea De resultaten tellen niet mee voor de wereldbeker |                                    |                         |                    |                   |                     |
| 31/01/2009 | Bayrischzell / Sudelfeld Duitsland | Parallelreuzenslalom    | Doris Günther      | Amelie Kober      | Nicolien Sauerbreij |
| 05/02/2009 | Bardonecchia Italië                | Slopestyle              |                    |                   |                     |
| 07/02/2009 | Bardonecchia Italië                | Halfpipe                | Kelly Clark        | Hannah Teter      | Gretchen Bleiler    |
| 13/02/2009 | Cypress Canada                     | Snowboardcross          | Lindsey Jacobellis | Olivia Nobs       | Helene Olafsen      |
| 14/02/2009 | Cypress Canada                     | Halfpipe                | Kelly Clark        | Liu Jiayu         | Hannah Teter        |
| 15/02/2009 | Cypress Canada                     | parallelle reuzenslalom |                    |                   |                     |
| 19/02/2009 | Stoneham Canada                    | Snowboardcross          | Lindsey Jacobellis | Mellie Francon    | Maëlle Ricker       |
| 20/02/2009 | Stoneham Canada                    | Halfpipe                | Soko Yamaoka       | Shiho Nakashima   | Rana Okada          |
| 22/02/2009 | Stoneham Canada                    | Parallelreuzenslalom    | Amelie Kober       | Tomoka Takeuchi   | Doris Günther       |
| 26/02/2009 | Sunday River Verenigde Staten      | Parallelreuzenslalom    | Amelie Kober       | Tomoka Takeuchi   | Alexa Loo           |
| 28/02/2009 | Sunday River Verenigde Staten      | Snowboardcross          | Maëlle Ricker      | Helene Olafsen    | Mellie Francon      |
| 13/03/2009 | La Molina Spanje                   | Snowboardcross          | Lindsey Jacobellis | Sandra Frei       | Dominique Maltais   |
| 14/03/2009 | La Molina Spanje                   | Halfpipe                | Kjersti Buaas      | Liu Jiayu         | Elena Hight         |
| 15/03/2009 | La Molina Spanje                   | Parallelreuzenslalom    | Amelie Kober       | Marion Kreiner    | Michelle Gorgone    |
| 20/03/2009 | Valmalenco Italië                  | Snowboardcross          | Maëlle Ricker      | Dominique Maltais | ZOe Gillings        |
| 21/03/2009 | Valmalenco Italië                  | Halfpipe                | Liu Jiayu          | Holly Crawford    | Sarah Conrad        |
| 22/03/2009 | Valmalenco Italië                  | Parallelreuzenslalom    | Amelie Kober       | Caroline Calve    | Doris Günther       |

### Eindstand wereldbeker
| Algemene wereldbeker | Algemene wereldbeker | Algemene wereldbeker | Algemene wereldbeker |
| #                    | Snowboarder          | Land                 | Punten               |
| -------------------- | -------------------- | -------------------- | -------------------- |
| 1                    | Doris Günther        | AUT                  | 7130                 |
| 2                    | Lindsey Jacobellis   | USA                  | 6390                 |
| 3                    | Amelie Kober         | GER                  | 6232                 |
| 4                    | Maëlle Ricker        | CAN                  | 5100                 |
| 4                    | Liu Jiayu            | CHN                  | 5100                 |
| 6                    | Tomoka Takeuchi      | JPN                  | 4670                 |
| 7                    | Alexandra Jekova     | BUL                  | 4560                 |
| 8                    | Sandra Frei          | SUI                  | 4510                 |
| 9                    | Helene Olafsen       | NOR                  | 4202                 |
| 10                   | Dominique Maltais    | CAN                  | 4080                 |

| Parallelslalom parallelreuzenslalom | Parallelslalom parallelreuzenslalom | Parallelslalom parallelreuzenslalom | Parallelslalom parallelreuzenslalom |
| #                                   | Snowboarder                         | Land                                | Punten                              |
| ----------------------------------- | ----------------------------------- | ----------------------------------- | ----------------------------------- |
| 1                                   | Amelie Kober                        | GER                                 | 6232                                |
| 2                                   | Doris Günther                       | AUT                                 | 6070                                |
| 3                                   | Tomoka Takeuchi                     | JPN                                 | 4670                                |
| 4                                   | Claudia Riegler                     | AUT                                 | 3860                                |
| 5                                   | Nicolien Sauerbreij                 | NED                                 | 3630                                |

| Snowboardcross | Snowboardcross     | Snowboardcross | Snowboardcross |
| #              | Snowboarder        | Land           | Punten         |
| -------------- | ------------------ | -------------- | -------------- |
| 1              | Lindsey Jacobellis | USA            | 6390           |
| 2              | Maëlle Ricker      | CAN            | 5100           |
| 3              | Sandra Frei        | SUI            | 4510           |
| 4              | Dominique Maltais  | CAN            | 4080           |
| 5              | Helene Olafsen     | NOR            | 3670           |

| Halfpipe | Halfpipe         | Halfpipe | Halfpipe |
| #        | Snowboarder      | Land     | Punten   |
| -------- | ---------------- | -------- | -------- |
| 1        | Liu Jiayu        | CHN      | 5100     |
| 2        | Shiho Nakashima  | JPN      | 3320     |
| 3        | Sophie Rodriguez | FRA      | 2270     |
| 3        | Soko Yamaoka     | JPN      | 2270     |
| 5        | Kjerti Buaas     | NOR      | 2220     |

1994/1995 ·
1995/1996 ·
1996/1997 ·
1997/1998 ·
1998/1999 ·
1999/2000 ·
2000/2001 ·
2001/2002 ·
2002/2003 ·
2003/2004 ·
2004/2005 ·
2005/2006 ·
2006/2007 ·
2007/2008 ·
2008/2009 ·
2009/2010 ·
2010/2011 ·
2011/2012 ·
2012/2013 ·
2013/2014 ·
2014/2015 ·
2015/2016 ·
2016/2017 ·
2017/2018 ·
2018/2019 ·
2019/2020 ·
2020/2021 ·
2021/2022 ·
2022/2023 ·
2023/2024 ·
2024/2025
Alpineskiën ·
Biatlon ·
Bobsleeën ·
Freestyleskiën ·
Langlaufen ·
Noordse combinatie ·
Rodelen ·
Schaatsen (junioren) ·
Schansspringen ·
Shorttrack ·
Skeleton ·
Snowboarden